# Orlîk, Kobeleakî
Orlîk (în ucraineană Орлик) este o comună în raionul Kobeleakî, regiunea Poltava, Ucraina, formată numai din satul de reședință.

## Demografie
Componența lingvistică a comunei Orlîk
     Ucraineană (96,64%)
     Rusă (2,96%)
     Alte limbi (0,11%)
Conform recensământului din 2001, majoritatea populației comunei Orlîk era vorbitoare de ucraineană (96,64%), existând în minoritate și vorbitori de rusă (2,96%).